# Мало ратно острво
Мало ратно острво или Коњско острво је ада у Београду, која се налази на ушћу реке Саве у Дунав и припада општини Земун.

## Локација
Острво припада општини Земун и налази се између јужне обале Великог ратног острва и десне обале Дунава у општини Нови Београд у близини ушћа Саве у Дунав.

## Kарактеристике
Мало ратно острво настало је вишевековним гомилањем песка, шљунка и муља које је Дунав носио и на овом простору због мале брзине и пада терена таложио. За разлику од Великог ратног острва, ово острво имало је стабилнију и чвршћу подлогу, а приликом раста воде ређе је плављено и током историје због тога престављало је сигурније место од Великог ратног острва. Због своје стабилности и мање растреситог земљишта него на суседном острву, београдски трговци су на Малом ратном острву држали своје коње, па од тада и датира назив „Коњско острво”. Назив Ратно острво добило је током опсаде Београда 1717. године, током Балканских ратова, када га је користила српска војска, а по неким изворима користили су га и Аустроугари током Првог светског рата.
Након Првог светског рата, Мало и Велико ратно острво су изгубили војни значај, па су названи „Коњска ада“ и „Сиротињско острво“. У то време на острву су биле подигнуте сојенице најсиромашнијих становника Земуна, а острво је било у целости обрађивано и имало је велики значај за прехрану становништа. На ливадама острва гајио се кукуруз и лубеница, са којима се трговало на градским пијацама.
Острво је било знатно веће пре Другог светског рата. Када је 1948. почела градња Новог Београда, песак са острва је транспортован на копно помоћу великих транспортних трака и користио се за покривање мочвара на којој је требало да се изгради Нови Београд. Приликом тог процеса, острво се смањило и данас се понекад песнички каже како је Нови Београд „град на острву“.
Оно што је остало од острва је углавном танак појас земље, дужине од око 300 метара и ширине од око 60 метара. Острво је потпуно покривено вегетацијом (дрвећем тополе) и неприступачно је за посетиоце, али се може лепо посматрати са ресторана на обали Дунава. Данас Мало ратно
острво има изузетно малу површину и препуштено је реци и птицама, на њему се не спроводе било какве интервенције, чак ни научноистраживачка делатност, а за време већих водостаја бива у потпуности потопљено.
Због развијене вегетације и нетакнуте природе на острву борави велики број птица од међународог значаја као што су патка пупчаница, патка њорка, жута плиска, мали гњурац, жута чапља и многе друге врсте. Заједно са Великим, Мало Ратно острво се налази у небрањеној плавној зони Дунава и зато неподесни за урбанизацију остали су без директног утицаја урбане зоне Београда, који их окружује у дужини од две трећине обале. Острва су остала као зелена оаза релативно сачуване природе која поседује разноликост и богатство живог света, карактеристично за некада широке плавне зоне Дунава и Саве. Велико и Мало Ратно острво имају, међу очуваним влажним стаништима која се налазе у Београду највећу разноврсност у бројности животињских врста, посебно птица, и биљних врста везаних за мочварна станишта.

### Клима
Просечна годишња температура ваздуха на острву је 12,5 °C, док је у просек у вегетационом периоду 19,2 °C. Током јула, који је најтоплији месец, просечна температура износи 23 °C, док у јануару који је најхладнији, износи 1,4 °C. Просечна количина падавина износи 690,9 mm воденог талога, а током вегетационог периода 391,9 mm воденог талога.
| Клима Малог ратног острва (1981—2010) | Клима Малог ратног острва (1981—2010) | Клима Малог ратног острва (1981—2010) | Клима Малог ратног острва (1981—2010) | Клима Малог ратног острва (1981—2010) | Клима Малог ратног острва (1981—2010) | Клима Малог ратног острва (1981—2010) | Клима Малог ратног острва (1981—2010) | Клима Малог ратног острва (1981—2010) | Клима Малог ратног острва (1981—2010) | Клима Малог ратног острва (1981—2010) | Клима Малог ратног острва (1981—2010) | Клима Малог ратног острва (1981—2010) | Клима Малог ратног острва (1981—2010) |
| Показатељ \ Месец                     | .Јан.                                 | .Феб.                                 | .Мар.                                 | .Апр.                                 | .Мај.                                 | .Јун.                                 | .Јул.                                 | .Авг.                                 | .Сеп.                                 | .Окт.                                 | .Нов.                                 | .Дец.                                 | .Год.                                 |
| ------------------------------------- | ------------------------------------- | ------------------------------------- | ------------------------------------- | ------------------------------------- | ------------------------------------- | ------------------------------------- | ------------------------------------- | ------------------------------------- | ------------------------------------- | ------------------------------------- | ------------------------------------- | ------------------------------------- | ------------------------------------- |
| Апсолутни максимум, °C (°F)           | 20,7 (69,3)                           | 23,9 (75)                             | 28,8 (83,8)                           | 32,2 (90)                             | 34,9 (94,8)                           | 37,4 (99,3)                           | 43,6 (110,5)                          | 40,0 (104)                            | 37,5 (99,5)                           | 30,7 (87,3)                           | 28,4 (83,1)                           | 22,6 (72,7)                           | 43,6 (110,5)                          |
| Максимум, °C (°F)                     | 4,6 (40,3)                            | 7,0 (44,6)                            | 12,4 (54,3)                           | 18,0 (64,4)                           | 23,5 (74,3)                           | 26,2 (79,2)                           | 28,6 (83,5)                           | 28,7 (83,7)                           | 23,9 (75)                             | 18,4 (65,1)                           | 11,2 (52,2)                           | 5,8 (42,4)                            | 17,4 (63,3)                           |
| Просек, °C (°F)                       | 1,4 (34,5)                            | 3,1 (37,6)                            | 7,6 (45,7)                            | 12,9 (55,2)                           | 18,1 (64,6)                           | 21,0 (69,8)                           | 23,0 (73,4)                           | 22,7 (72,9)                           | 18,0 (64,4)                           | 12,9 (55,2)                           | 7,1 (44,8)                            | 2,7 (36,9)                            | 12,5 (54,5)                           |
| Минимум, °C (°F)                      | −1,1 (30)                             | −0,1 (31,8)                           | 3,7 (38,7)                            | 8,3 (46,9)                            | 13,0 (55,4)                           | 15,8 (60,4)                           | 17,5 (63,5)                           | 17,6 (63,7)                           | 13,5 (56,3)                           | 9,0 (48,2)                            | 4,2 (39,6)                            | 0,2 (32,4)                            | 8,5 (47,3)                            |
| Апсолутни минимум, °C (°F)            | −26,2 (−15,2)                         | −15,4 (4,3)                           | −12,4 (9,7)                           | −3,4 (25,9)                           | 2,5 (36,5)                            | 6,5 (43,7)                            | 9,4 (48,9)                            | 6,7 (44,1)                            | 4,7 (40,5)                            | −4,5 (23,9)                           | −7,8 (18)                             | −13,4 (7,9)                           | −26,2 (−15,2)                         |
| Количина падавина, mm (in)            | 46,9 (1,846)                          | 40,0 (1,575)                          | 49,3 (1,941)                          | 56,1 (2,209)                          | 58,0 (2,283)                          | 101,2 (3,984)                         | 63,0 (2,48)                           | 58,3 (2,295)                          | 55,3 (2,177)                          | 50,2 (1,976)                          | 55,1 (2,169)                          | 57,4 (2,26)                           | 690,9 (27,201)                        |
| Дани са падавинама (≥ 0.1 mm)         | 13                                    | 12                                    | 11                                    | 13                                    | 13                                    | 13                                    | 10                                    | 9                                     | 10                                    | 10                                    | 12                                    | 14                                    | 139                                   |
| Дани са снегом                        | 10                                    | 7                                     | 4                                     | 1                                     | 0                                     | 0                                     | 0                                     | 0                                     | 0                                     | 0                                     | 3                                     | 8                                     | 33                                    |
| Релативна влажност, %                 | 78                                    | 71                                    | 63                                    | 61                                    | 61                                    | 63                                    | 61                                    | 61                                    | 67                                    | 71                                    | 75                                    | 79                                    | 68                                    |
| Сунчани сати — месечни просек         | 72,2                                  | 101,7                                 | 153,2                                 | 188,1                                 | 242,2                                 | 260,9                                 | 290,8                                 | 274,0                                 | 204,3                                 | 163,1                                 | 97,0                                  | 64,5                                  | 2.111,9                               |
| Извор: РХЗ                            |                                       |                                       |                                       |                                       |                                       |                                       |                                       |                                       |                                       |                                       |                                       |                                       |                                       |

## Заштита подручја
Природно добро Велико ратно острво које се састоји од Великог и Малог ратног острва, проглашено је за предео изузетних одлика од 8. априла 2005. године. Поверено је на управљање Јавном комуналном предузећу Зеленило-Београд и Управи општине Земун. Одлуку о заштити донела је Скупштина града Београда на предлог Секретаријата за заштиту животне средине. Заштићено природно добро Велико ратно острво састоји се од две аде, Великог и Малог ратног острва. Острвске воде проглашене су природним рибљим плодиштем у оквиру рибарских подручја „Дунав III“ и „Сава II“.
Заједно са Малим, Велико ратно острво стављено је под заштиту ради очувања живописних пејзажних обележја и ненарушених примарних предеоних вредности од изузетног значаја за очување станишта, природних реткости, ретких и угрожених птица мочварица и ради заштите репрезентативне морфолошке и геолошке творевине речног острва које је настало као продукт флувијалне фазе у фацији корита, које има еколошки, културно-историјских и рекреативни значај за град Београд.
Зона заштите природе (режим заштите I степена) има карактер специјалног резервата природе и обухвата Мало ратно острво у целини, зону приобаља Великог ратног острва, шумски комплекс, влажна подручја унутар Великог ратног острва и водене површине око Малог ратног острва.